# Mexico City Challenger 1991
Il Mexico City Challenger 1991 è stato un torneo di tennis facente parte della categoria ATP Challenger Series nell'ambito dell'ATP Challenger Series 1991. Il torneo si è giocato a Città del Messico in Messico dal 15 al 21 aprile 1991 su campi in terra rossa.

## Vincitori

### Singolare
Fernando Roese ha battuto in finale  Francisco Maciel con il punteggio di 7–6, 4–6, 6–4

### Doppio
Ricardo Acioly /  Pablo Albano hanno battuto in finale  Francisco Montana /  Leif Shiras con il punteggio di 6–3, 6–3